# Metacharis xanthocraspedum
Metacharis xanthocraspedum is een vlindersoort uit de familie van de prachtvlinders (Riodinidae), onderfamilie Riodininae.
Metacharis xanthocraspedum werd in 1910 beschreven door Stichel.